# Ua Huka (comune)
Ua Huka è un comune della Polinesia francese nelle Isole Marchesi. Comprende l'isola di Ua Huka e numerosi isolotti:
- Hemeni
- Teuaua
- Motu Papa
- Motu Hane
- Motu Tapu
- Komautuee
- Tekohai
- Epiti
- Motu Tina